# Аспирация (вентиляция)
Аспирация (лат. aspiratio — «дуновение, дыхание») предназначена для удаления мелких сухих частиц и газов из-под укрытий транспортно-технологического оборудования и рабочей зоны используя метод засасывания их с потоком воздуха (воздух используется в качестве среды-носителя) в трубопровод системы аспирации, по которому частицы с потоком воздуха достигают места назначения (фильтра, отстойника и собираются в какую-либо тару). Для устранения пылевыделений используются системы аспирации с разветвлённой сетью воздуховодов и газоочистным оборудованием.
Монтаж и наладка аспирационных установок производится на предприятиях по хранению и переработке зерновых продуктов, кирпичных заводах, карьерах и т. д.
Аспирация отличается от вентиляции тем, что в вентиляции работа системы сосредоточена на управлении потоками воздуха как таковыми, а в аспирации воздух используется лишь в качестве носителя, а работа системы сосредоточена на удалении мелких сухих частиц.

## Проектирование систем
Назначением системы аспирации является предотвращение распространения вредных выбросов от источника в воздух рабочей зоны.
Устройство аспирации, как правило, требуется на деревообрабатывающих, дробильных и других предприятиях лёгкой и тяжёлой промышленности, технологический процесс на которых происходит с выделением вредных веществ. Основным отличием данного типа вентиляции от других является большой угол наклона воздуховодов для предотвращения образования застойных зон и высокая скорость воздушного потока.
Эффективность системы оценивается по так называемой степени невыбивания, то есть соотношения удалённых вредностей к вредностям, избежавшим утилизации системой местных отсосов и поэтому попавшим в воздух рабочей зоны.
Существует два вида систем аспирации — это моноблочные и модульные.

## Моноблочные системы аспирации
К преимуществам моноблочных систем относят мобильность и автономность. Моноблочность позволяет размещать установку вблизи от источников выделения вредностей и обеспечивает простоту подключения к магистралям центральных систем аспирации.
Моноблочный агрегат состоит из вентилятора, сепаратора (фильтра) и ёмкости для отходов, и может быть мобильного или стационарного исполнения.

## Модульные системы аспирации
Этот тип системы является более эффективным, модульная система аспирации проектируется и монтируется исходя из конкретно поставленной заказчиком задачи, решением которой является полная совместимость характеристик созданного устройства с технологическим процессом, потребовавшим её наличия.
Основные элементы и узлы этой системы:
- вентиляторы
- воздуховоды
- режущие модули
- сепараторы
- воздушные фильтры
- прессы, пресс-контейнеры

Системы аспирации нашли своё применение в таких отраслях как:
- деревообработка
- пищевая промышленность
- производство порошков и сыпучих материалов
- обработка и производство бумажно-картонных изделий

## Потери производительности
Существенная доля производительности снижается за счёт наличия неплотностей в системе, создающих потери в 5-10%. Данное явление часто не рассматривается при проведении экспертизы уже эксплуатируемых систем аспирации, или создания проекта. Подбор вентиляторного агрегата производится без учёта нормируемых потерь, без перерасчёта мощности вентилятора с требуемым запасом.